# TI-99/4A
TI-99/4A ime je za kućno računalo koje je izašlo na tržište 1981. godine, s početnom cijenom od USD$525. Računalo je razvila američka tvrtka Texas Instruments, kao poboljšanu inačica TI-99/4 (1979). TI-99/4a imao je sljedeća poboljšanja: bolju tipkovnicu, više grafičkih modova, mala slova.

## Tehnička svojstva
- Mikroprocesor: TI TMS9900 (16-bitni)
- Takt : 3Mhz
- Memorija
  - RAM : 256byta
  - VDP: 16KB (grafička memorija
  - ROM
- Grafika
  - Grafički procesor TMS9918
  - Izlaz za televiziju (modulator)
- Text
- Operacijski sustav: TI BASIC
- Tipkovnica
- Vanjske jedinice